# أكيرا اينو (ملحن)
أكيرا اينو (باليابانية: 井上鑑؛ بالكانا: いのうえ あきら) هو  ومنتج أسطوانات وملحن وشاعر ياباني، ولد في 8 سبتمبر 1953 في سيتاغايا في اليابان.

## وصلات خارجية
- أكيرا اينو على موقع IMDb (الإنجليزية)
- أكيرا اينو على موقع ميوزك برينز (الإنجليزية)
- أكيرا اينو على موقع أول ميوزيك (الإنجليزية)
- أكيرا اينو على موقع ديسكوغز (الإنجليزية)
- أكيرا اينو على موقع قاعدة بيانات الفيلم (الإنجليزية)
- أكيرا اينو على موقع ANN person (الإنجليزية)